# چهارسالانه
چهارسالانه به بازهٔ زمانی بین چهار سال اشاره دارد. quadrennium معمولاً به فاصلهٔ بین بازی‌های المپیک گفته می‌شود. 
همچنین گاه به بازهٔ زمانی بین سال‌های کبیسه گفته می‌شود. مثلاً هنگامی که در روز ۲۹ فوریه به دوستان و خویشان تبریک چهارسالانه گفته می‌شود (Happy quadrennium).